# Fotorreceptor
Fotorreceptores, fotoceptores (português brasileiro) ou fotorrecetores (português europeu) são os receptores sensoriais responsáveis pela visão. São células que captam a luz que chega à retina e transmitem para o cérebro um impulso nervoso correspondente à qualidade dessa luz, permitindo assim que o cérebro reconheça imagens.
Existem dois tipos de fotorreceptores no olho humano, um deles é chamado de bastonete, que permite a visão em preto e branco, e o outro de cone, que permite a visão em cores.[carece de fontes?]